# Prihova (gmina Oplotnica)
Prihova – wieś w Słowenii, w gminie Oplotnica. W 2018 roku liczyła 79 mieszkańców.